# مقاطعة أبدانان
مقاطعة أبدانان (بالفارسية: شهرستان آبدانان) هي إحدى مقاطعات محافظة إيلام في إيران. عاصمة المقاطعة هي آبدانان. حسب تعداد 2006، بلغ عدد السكان 45,830 نسمة في 9,358 عائلة.